# Julio César García Mezones
Julio César García Mezones (Piura, 16 de junho de 1981) é um ex-futebolista profissional peruano que atuava como meia.

## Carreira
Julio García fez parte do elenco da Seleção Peruana de Futebol da Copa América de 2004.